# 島根県教育委員会
島根県教育委員会（しまねけんきょういくいいんかい）は、島根県の教育委員会である。

## 概要
島根県の教育に関する事務を所掌する行政委員会であり、6人の委員で構成される。2025年3月現在の教育長は、野津建二。
広義では、執行機関である教育委員会事務局を含めて、教育委員会と呼ぶこともある。

## 委員
この項の出典 
| 職名                     | 氏名       | 任期             |
| ------------------------ | ---------- | ---------------- |
| 教育長                   | 野津建二   | - 2027年7月10日  |
| 委員（教育長職務代理者） | 原田雅史   | - 2025年10月18日 |
| 委員                     | 生越洋子   | - 2026年10月23日 |
| 委員                     | 黒川由希恵 | - 2027年10月15日 |
| 委員                     | 植田義久   | - 2028年10月14日 |
| 委員                     | 高島尊子   | - 2028年10月14日 |

## 教育委員会事務局の組織
- 総務課
- 教育施設課
- 学校企画課
- 学校教育課
- 教育連携推進課
- 特別支援教育課
- 保健体育課
- 社会教育課
- 人権同和教育課
- 文化財課 
  - 世界遺産室
- 福利課

## 所在地
- 〒690-8501 島根県松江市殿町1番地

## 市町村教育委員会
- 松江市教育委員会
- 安来市教育委員会
- 出雲市教育委員会
- 雲南市教育委員会
- 奥出雲町教育委員会
- 飯南町教育委員会
- 浜田市教育委員会
- 大田市教育委員会
- 江津市教育委員会
- 川本町教育委員会
- 美郷町教育委員会
- 邑南町教育委員会
- 益田市教育委員会
- 津和野町教育委員会
- 吉賀町教育委員会
- 海士町教育委員会
- 西ノ島町教育委員会
- 知夫村教育委員会
- 隠岐の島町教育委員会